# Harri Koskinen
Harri Koskinen (Karstula, 1970) è un designer finlandese.